# کیپچوگو کینو
کیپچوگو کینو (انگلیسی: Kipchoge Keino؛ زادهٔ ۱۷ ژانویهٔ ۱۹۴۰) یک ورزشکار دو و میدانی اهل کنیا است.
وی در مسابقات کشوری و بین‌المللی در مجموع برندهٔ ۷ مدال طلا، ۳ مدال نقره و ۱ مدال برنز شده‌است.